# ريجلباو

أمثلة على تصميمات ريچيلباو التي تم استخدامها في بناء أحد المواقع.

ريچيلباو (بالألمانية: Regelbau أي «البناء القياسي») هو عبارة عن سلسلة من تصميمات المخابئ القياسية التي بناها الألمان بأعداد كبيرة في خط سيچفريد ( الألمانية: الحائط الغربي Westwall) والجدار الأطلسي كجزء من تحصيناتهم الدفاعية قبل وأثناء الحرب العالمية الثانية.

## غاية
كانت هناك العديد من المزايا لتوحيد التصميم والبناء:
1. الاحتفاظ بميزات التصميم المُثبتة عند بناء المخابئ الجديدة.
2. تصنيع أبسط لكميات كبيرة مثل مكونات الدروع والتهوية وتبسيط الطلب من الشركات المصنعة الصناعية المعنية.
3. مسح أسهل لمواقع البناء فيما يتعلق بالوضع التكتيكي.
4. عملية بناء مبسطة.
5. تسهيل توريد المواد إلى موقع البناء.

## مدى التوحيد القياسي
في وقت مبكر من عام 1933م، بدأت قيادة الجيش العمل على توحيد االأعمال الدفاعية بنشر لائحة بناء التحصينات الدائمة ( Vorschrift zum Bau ständiger Befestigungsanlagen ) أو B. st. B. بالإضافة إلى التوجيهات العامة، فقد احتوى أيضًا على لوائح محددة للغاية بشأن المكونات المدرعة ( Panzerungsteilen أو P-Teile ) ومكونات التهوية ( Lüftungsteilen أو ML-Teile ) التي يجب استخدامها. كان الجانب الأكثر أهمية في عملية التوحيد القياسي هو سمك البناء ( Ausbaustärke ). يشير هذا إلى سمك جدران وأسقف المخبأ. خلال السنوات الأربع التي استغرقها بناء خط سيچفريد، تم إجراء تغييرات متكررة على قائمة المكونات التي سيتم استخدامها. وكانت أسباب ذلك هي التطورات المستمرة في تكنولوجيا الأسلحة فضلاً عن توافر مكونات الدروع والمواد الخام (الصلب) بشكل عام.

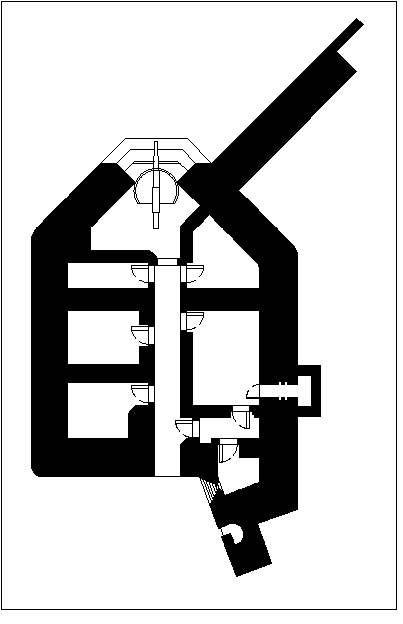
مكمن للمدفع الفرنسي 10.5 سم K 331(f)، أُطلق عليه اسم " Jäger " نسبةً إلى الضابط الذي صممه.